# Stefano Casiraghi
Stefano Casiraghi (Como, 8 settembre 1960 – Saint-Jean-Cap-Ferrat, 3 ottobre 1990) è stato un imprenditore e pilota motonautico italiano.

## Biografia

### Giovinezza
Figlio di Fernanda Biffi (1925-2024) e di Giancarlo Casiraghi (1925-1998), una coppia di imprenditori comaschi, trascorse la gioventù a Fino Mornasco (CO). Aveva due fratelli, Daniele e Marco, e una sorella, Rosalba.

### Matrimonio
Dopo una breve relazione con Marina Perzy, si sposò nel 1983 con la principessa Carolina di Monaco (venendo per questo da alcuni soprannominato Carolino), matrimonio che lo pose al centro della fiorente attività finanziaria del Principato di Monaco. Egli diede ulteriore impulso all'attività del principato, ottenendo, in breve tempo, la fiducia del principe Ranieri III. Da Carolina ebbe tre figli: Andrea, Charlotte e Pierre.

### Morte
Appassionato di motonautica, nel 1989 si era laureato campione del mondo con un monocarena. Il 3 ottobre 1990 morì a seguito di un incidente avvenuto nel corso dei campionati del mondo offshore a Monte Carlo, mentre si trovava al largo di Saint-Jean-Cap-Ferrat, pilotando il catamarano Pinot di Pinot in squadra con Patrice Innocenti. L'imbarcazione si ribaltò e a Casiraghi risultò fatale l'impatto con l'acqua.

## Discendenza
Dal suo matrimonio con Carolina di Monaco sono nati:
- Andrea Albert Pierre Casiraghi, nato l'8 giugno 1984, sposato il 31 agosto 2013 con Tatiana Santo Domingo:
  - Alexandre "Sasha" Andrea Stefano Casiraghi, nato il 21 marzo 2013;
  - India Casiraghi, nata il 12 aprile 2015;
  - Maximilian Rainier Casiraghi, nato il 19 aprile 2018.
- Charlotte Marie Pomeline Casiraghi, nata il 3 agosto 1986, sposata il 29 giugno 2019 con Dimitri Rassam:
  - Raphaël Elmaleh, nato il 17 dicembre 2013;
  - Balthazar Rassam, nato il 23 ottobre 2018.
- Pierre Rainier Stefano Casiraghi, nato il 5 settembre 1987, sposato il 25 luglio 2015 con Beatrice Borromeo:
  - Stefano Ercole Carlo Casiraghi, nato il 28 febbraio 2017;
  - Francesco Carlo Albert Casiraghi, nato il 21 maggio 2018.